# Dunford
Dunford är en civil parish i Storbritannien.   Den ligger i distriktet Barnsley i South Yorkshire i  riksdelen England, i den centrala delen av landet, 250 km nordväst om huvudstaden London. Antalet invånare är 627.